# Лорън Лестър
Лорън Лестър (на английски: Loren Lester) (роден на 4 октомври 1960 г.) е американски актьор, известен най-вече с ролята си на героя на ДиСи Комикс, Дик Грейсън, съответно като Робин в „Батман: Анимационният сериал“ и Найтуинг в „Новите приключения на Батман“.